# Cota (Cundinamarca)
Cota es uno de los 116 municipios colombiano del departamento de Cundinamarca. Se encuentra ubicado en la Provincia de Sabana Centro, a 15 km de Bogotá. Hace parte de la Región Metropolitana de Bogotá y del Altiplano Cundiboyacense. Su cabecera municipal se encuentra a 2.566 m s. n. m.
Ocupa la parte cercana a la costa de un antiguo lago. Su vocación económica es agroindustrial, caracterizándose asimismo por prestar servicios de turismo y albergar varios colegios privados.

## Toponimia

### Origen lingüístico[4]
- Familia lingüística: Chibcha
- Lengua: Muysccubun

### Significado
El topónimo «Cota», en muysc cubun (idioma muisca), significa «crespo» o «encrespado».Otros autores indican que su significado puede ser «fuerza de la sierra». Cota presenta los vocablos co "apoyo, alianza, fuerza", ta "labranza, cosecha, sementera, propiedad, dominio, sierra", "también representa el número seis y el tiempo".

### Origen / Motivación
Desde el significado «fuerza de la sierra» la motivación prehispánica de haber nombrado así al territorio del actual municipio puede deberse a la abundancia de la producción agrícola y pecuaria de la población de Cota, así como las prácticas rituales que ejercieron los muyscas en sus tierras.

### Nombres históricos
- Tres Esquinas Bernal (1871)

## Historia
De acuerdo a la mitología muisca, Cota figura en el itinerario de Bochica, quien desde la cueva del mohán, en la colina de Cetime en Chía predicó el culto al Sol y enseñó a cultivar la tierra y a tejer algodón.
Cota fue fundada como municipio por orden del oidor Diego Gómez de Mena, el 29 de noviembre de 1604, siendo la encomendera María de Santiago. Después de esta fundación se hizo la repoblación en 1638 por Gabriel Carvajal, y otra nuevamente en 1670. 
El 17 de marzo de 1873, por acuerdo del Concejo Municipal, se ordena el traslado de la cabecera municipal del sitio inicial, en la Hacienda Santa Cruz, hoy vereda de Pueblo Viejo, al sitio actual, llamado en ese entonces Tres Esquinas, para que el pueblo estuviera en el Camino Nacional que conectaba a Zipaquirá con Girardot y que era denominado Camino de la Sal. La forma octogonal del parque está inspirada en la Plaza de la Estrella de París, y su diseño, así como el de la iglesia, fueron elaborados por  Alberto Urdaneta, quien era propietario de la Hacienda Buenavista, ubicada en la vereda de El Abra.

## Geografía
Cota está situada en la Sabana de Bogotá, sobre el Altiplano Cundiboyacense (Cordillera Oriental de los Andes) a una altitud de unos 2.566 m s. n. m.; tiene un área total de 10,5576 km².
Su territorio fue la zona cercana a la costa de un lago, de lo cual son evidencia los humedales de algunos sectores no urbanizados de la sabana y en la localidad de Suba. La población se encuentra en la placa tectónica de Suramérica y tiene riesgos de actividad sísmica, que se puede comprobar con los terremotos que ha sufrido la capital en anteriores años. 
Cota está rodeada por diversas montañas y cerros, como Bogotá, pero en menor cantidad, y éstos tienen menor altura que los de la capital. El Cerro Majuy, su mayor elevación, es un resguardo indígena muisca.

### Hidrografía
El municipio de cota pertenece a la cuenca del río Bogotá, en específico al sector Tibitó de donde hay varias subcuencas:
- Subcuenca río Frío: La subcuenca del río Frío, pertenece a la cuenca del río Bogotá, en su recorrido pasa por los municipios de Cota, Cogua, Subachoque, Tabio, Zipaquirá, Cajicá y Chía. Corresponde al municipio de Cota una pequeña área en la zona norte de la vereda La Moya.
- Subcuenca río Chicú: El río Chicú nace en el municipio de Tabio, en la cuchilla de Paramillo, en límites con el municipio de Subachoque, y entrega sus aguas al río Bogotá. El río recibe las aguas residuales tratadas de los municipios de Tabio y Tenjo.

No hay aguas superficiales a excepción de la quebrada La Hichitá, la cual se ha ido recuperando. Las demás fuentes de agua y actual soporte del abastecimiento municipal lo constituyen las aguas subterráneas.

### Clima
La ciudad tiene un clima de sabana fría (principalmente afectado por la altitud) que generalmente está entre los 5 y los 14 °C, con una temperatura promedio de 13,5 °C. Las temporadas más lluviosas del año son entre abril y mayo y entre septiembre y diciembre, alcanzando los 110 mm/mes; las temporadas más secas del año se pueden apreciar entre enero y febrero y entre julio y agosto, en las cuales durante la mañana y en la noche se presentan fuertes cambios de temperatura conocidos como heladas que afectan la agricultura de la población.

### División administrativa
Cota tiene las siguientes veredas: Vuelta Grande, Siberia, Parcelas, Rozo, El Abra, Pueblo Viejo, Cetime, La Moya y La Esperanza.
Además, el Resguardo Indígena Muisca ocupa parte de su territorio por lo que en virtud a sus usos y costumbres y pese a ser parte del municipio, no se constituye como vereda.

### Límites Municipales
| Noroeste: Tenjo                     | Norte: Chía (Vereda Cerca de Piedra)                                            | Nordeste: Chía (Vereda La Balsa)                                                     |
| Oeste: Tenjo                        |                                                                                 | Este: Bogotá, D.C Localidad de Suba (UPR Suba Rural y UPZ Tibabuyes) (Río Bogotá)    |
| Suroeste: Funza (Vereda La Florida) | Sur: Bogotá, D.C Localidad de Engativá (UPZ homónima - Área Verde) (Río Bogotá) | Sureste: Bogotá, D.C Localidad de Engativá (UPZ Bolivia y Garcés Navas) (Río Bogotá) |

## Economía
La principal actividad de la región es la agricultura, y cuenta así mismo con restaurantes y cafeterías que ofrecen platos del folclor local. Los principales productos son la espinaca, el perejil, el repollo y la lechuga. La zona industrial emergente es uno de los principales motores de empleo de la sabana centro. El municipio de Cota también acoge turistas por ser una industria en fábricas a las afueras de la Autopista Medellín como la Empresa de Licores de Cundinamarca, Franig filters, Colombina S.A., Unigas Colombia, y parques como el Parque Empresarial Oikos de La Florida, Canchas de Fútbol de Cota FC, el Parque La Florida y la Capilla Parque Cementerio el Paraíso.

## Educación
Dada su cercanía con la capital colombiana y por su entorno tranquilo, muchas instituciones han construido en Cota algunos de sus edificios o sedes; entre ellas se encuentran planteles educativos como los siguientes privados :
El Colegio Bilingüe Maximiliano Kolbe, el Colegio Refous, El Nuevo Gimnasio Campestre, el Colegio José Max León, el Oakland Colegio Campestre, el Summerhill School, el colegio Gimnasio Campestre Los Sauces, el Gimnasio El Portillo, el Colegio Nuevo Reino de Granada, el Colegio Nuestra Señora del Rosario, el Liceo de los Andes, el jardín Gimnasio Campestre El Shadai, el colegio Gimnasio Campestre San Francisco de Sales  y desde el año 2009 el municipio es sede del Programa educativo NASA denominado Colombia Space School.
Por su parte los establecimientos públicos se circunscriben a I.E.D. Enrique Pardo Parra (Sedes Pueblo Viejo, Camilo Torres y Sol Solecito (Jardín -Preescolar), La Moya y Ubamux) y el Instituto Parcelas (Rural, sedes El Abra, Rozo, Ruperto Melo y Siberia)

## Demografía
Según el censo hecho por el Departamento Administrativo Nacional de Estadística, DANE, en 2005, Cota tiene una población de 19.483 habitantes. El 55,5% de la población son hombres y el 45,5% mujeres. Las tasas de analfabetismo de cota son bajas, ya que la mayor parte de la población tuvo o está en curso educativo. En total, las instituciones que prestan el servicio educativo son 55.
Últimamente se ha venido convirtiendo en otra ciudad dormitorio del área metropolitana de Bogotá, al construirse barrios campestres o parcelaciones, dirigidas a familias de estratos 5 y 6. Al igual que Chía, tiene una población no despreciable (en términos estadísticos) de indígenas muiscas (2427).

## Turismo
Cota cuenta con varios sitios turísticos. Muchos de ellos son naturales, entre los que se encuentran:
- Artesanías: Tejidos en lana, pintura en tela y muñequería.
- Varios: Saunas medicinales
- Varios: Fuentes termales El Manantial
- Varios: Hacienda Buenavista
- Varios: Hacienda Santa Cruz
- Varios: Hacienda El Noviciado
- Varios: Casa del Concejo
- Varios: Bioparque la Reserva
- Arquitectura: Iglesia Parroquial
- Historia: Jeroglíficos de la Piedra de la Tapia
- Hotel: Bed and Breakfast Nico
- Hotel: Monte Madero Casa Hotel
- Hotel: Hotel Factory Green km 3.5 Vía Siberia - Bogotá
- Comida: Restaurante la Martina
- Resguardo Indígena en el cerro Majuy

## Gobierno
La ciudad se ubica dentro del Departamento de Cundinamarca, subdivisión del país, el cual organiza y administra esta ciudad y las demás poblaciones dentro de su territorio. Es una ciudad menor, a la cual se le conoce como municipio o pueblo.
Cota es el segundo municipio de Cundinamarca más rico en regalías generadas por la zona industrial.
El Alcalde del municipio es el jefe de Gobierno y de la administración municipal, representando legalmente a la población de Cota. Es un cargo elegido popularmente por cuatro años, en este momento es ejercido por Néstor Orlando Balsero García (2024- 2027). El poder judicial en la ciudad se encuentra conformado por dos juzgados municipales, quienes imparten justicia en asuntos de mínima y menor cuantía. la alcaldía de Cota se encarga de controlar el transporte, la vigilancia sanitaria y obras públicas municipales.

## Infraestructura

### Servicios públicos
Cota cuenta con los servicios de agua, luz, teléfono, gas natural y acueducto. Los ciudadanos suscritos al servicio de acueducto son 1500, y los suscritos al servicio de alcantarillado son 2500. La cobertura urbana de estos dos servicios es del 100%. Gran parte de la población rural no cuenta con el servicio de alcantarillado, así como con un servicio de acueducto deficiente.

### Comunicaciones
Cuenta también con servicio de teléfono de varias líneas, además de posibilidades de TV por Cable y satélite. Las comunicaciones son de buena calidad y señal. El servicio de internet en las zonas rurales es deficiente por falta de infraestructura. 
Majuy Stereo 107.4 FM es una emisora comunitaria que opera en Cota, Cundinamarca, y pertenece a la Asociación Nacional de Comunicadores (ASOCOMNAL). Su representante legal es Carlos Fernando Reyes, y su programación es Crossover está enfocada en la información, la cultura y el entretenimiento para la comunidad. Para más detalles sobre su programación y contenidos, se puede visitar su sitio web oficial: https://majuystereofm.com.co/.

## Movilidad
A Cota se llega desde Bogotá por:
- La Ruta Nacional 50 (vía a Medellín) que conecta con la Calle 80 (extremo sur oriente del municipio por el sector de Siberia).
- La Avenida La Conejera (Calle 170 extremo nororiente), que conecta con la localidad de Suba.

A nivel departamental, está la Perimetral de Occidente, al norte comunica con Chía (empalmando en Cajicá con las rutas nacionales 45A y 55) y al sur con Funza, Mosquera y Soacha. Antes de llegar al cruce de Siberia, hay una variante que conduce a Tenjo y Tabio al occidente. 
Cuenta con varias rutas de buses intermunicipales que la comunican con Bogotá y otros municipios del área metropolitana.

## Símbolos
Los emblemas cotenses son la bandera y el escudo:

### Bandera
Es blanca con una forma octogonal, en cintas verdes y delineadas con rojo, en el centro se puede encontrar el escudo municipal. El blanco significa paz, pureza y riqueza. El verde agricultura, esperanza y juventud, y el rojo significa progreso, cambio, y la sangre de la batalla por la libertad.

### Escudo
Tipo español, cuadrilongo, la punta en arco de medio punto, cuartelado en cruz (dividido en partes iguales por una línea horizontal y otra vertical. En el primer cuartes se representa el cerro del Majuy, en el segundo cuartel se representa un azadón de oro sobre fondo rojo, representando a Cota como la tierra de labranza. El tercer cuartel es un signo indígena que se encontró en una piedra antigua, en honor al dios que les dio las enseñanzas. El cuarto representa una plaza octogonal, símbolo de la ciudad, como en la bandera. Sobre el escudo un cóndor de sable, símbolo de poder y esfuerzo siendo también ave de identidad nacional.

## Deportes
En el casco urbano del municipio se encuentra el Estadio Municipal de Cota, escenario de eventos municipales que fue sede de los partidos como local de Fortaleza CEIF entre 2018 y 2020.
Asimismo, en la zona rural del municipio sobre la Autopista Bogotá-Medellín, se construye el Coliseo Live que será la arena cubierta de mayor aforo en Colombia.

## Servicios públicos
- Energía Eléctrica: Enel, es la empresa prestadora del servicio de energía eléctrica.
- Gas Natural: Vanti es la empresa distribuidora y comercializadora de gas natural en el municipio.